# Grigoris Afxentiou
Grigoris Afxentiou (Γρηγόρης Αυξεντίου) (nombre de guerra Zidros) fue un combatiente de la EOKA muerto durante la guerra de la independencia de Chipre a los 29 años de edad cuando se desempeñaba como segundo de la organización.
Afxentiou nació el 22 de febrero de 1928 en Lyssi / Akdogan  (actualmente en el sector bajo control de la República Turca del Norte de Chipre). Ingresó voluntariamente al ejército de Grecia en 1949 revistando hasta 1952, alcanzando el grado de Subteniente de reserva.
De regreso en Chipre trabajó como chofer junto con su padre y se unió a la EOKA. Dadas sus cualidades, Georgios Grivas lo puso bajo su mando directo.
El 1 de abril de 1955, fecha en que con una serie de explosiones simultáneas se inició con la lucha contra el dominio británico, Afxentiou se encargó de la voladura de la estación de Radiodifusión de Chipre en Nicosia huyendo posteriormente a las montañas de Kyrenia.
En los años 1956 y 1957 operó en las montañas de Troodos, entrenando guerrilleros y atacando posiciones y columnas británicas.
El 3 de marzo de 1957 fue localizado por los británicos en la zona del Monasterio de Machairas donde había estado viviendo disfrazado de sacerdote.
Se ocultó en un escondite a unos 800 m del monasterio, persuadió a sus cuatro compañeros a rendirse y decidió luchar hasta su muerte contra tropas del regimiento Duque de Wellington. Para evitar más pérdidas, los soldados británicos vertieron combustible y explosivos en el escondite dando muerte a Afxetntiou luego de más de diez horas de combate.
Sus padres solicitaron la entrega del cadáver a la administración británica que lo negó y ordenó su entierro en el cementerio de la Cárcel Central de Nicosia
En su ciudad natal, los negocios no abrieron al día siguiente. En Famagusta, los alumnos de las escuelas secundarias no concurrieron a clase.
En octubre de 2016, se llevó a cabo una ceremonia militar en la villa de Akritas (Kilkis - Grecia) donde se concretó el ascenso honorario a Teniente General de Afxentiou.